# Иван Данев
Иван Данев е български просветен деец.

## Биография
Роден е в Русе през 1853 г. и завършва петокласно училище в родния си град през 1869 г. и реалната гимназия в чешкия град Табор през 1873 г. със стипендия от общината. След завръщането си в България е учител в Русе. Става част от революционния комитет в града. Той е сред авторите на „Желанията на българите“ и „Желанията на българската нация“, програми, изпратени на австроунгарските, френските и английските дипломати от русенските общественици по време на Цариградската конференция (1876). Сътрудник е на сп. „Читалище“ (1874 – 1875), „Периодическо списание“ (1874 – 1876), сп. Ден (1875) и сп. „Юридически преглед“ (1888 – 1891). След Освобождението е кмет на Русе за кратко и става народен представител в Учредителното събрание „по звание“ като председател на градския съвет. Бил е секретар на събранитео. С либерални убеждения. Бил е народен представител в I ВНС, II ОНС. Избран е и в IV ОНС, но е касиран поради неспазване на избирателния закон. На 22 февруари 1878 г. е избран за член-секретар на градския съвет в Русе. Окръжен управител на Шумен (25 април – 18 юли 1879), Ловеч (19 юли – 28 август 1879) и Търново (12 януари 1880 – 1 януари 1881). През 1881 г. завършва административни науки в Париж. След това е началник на отделение и административен инспектор в МВР, служител в Министерството на правосъдието. От 1883 до 1884 г. е член на Кодификационната комисия. През 1884 г. става действителен член на Българското книжовно дружество, а през 1889 г. – един от първите седем преподаватели във Висшето училище, днес Софийски университет „Свети Климент Охридски“, където преподава френски език. На 24 ноември 1884 г. е избран за член на Русенския апелативен съд. От 10 септември 1887 до 6 юли 1888 г. е подпредседател на съда. След това е началник на отделение в министерството. Умира в родния си град или в София на 23 октомври 1891 г.